# Darr
Darr (Hindi: डर, Urdu: ڈر, Nederlands: Angst) is een Indiase romantische - psychologische thriller uit 1993, van Yash Chopra. 
De film gaat over de geobsedeerde Rahul (Shah Rukh Khan) die verliefd is op Kiran (Juhi Chawla), hij stalkt haar obsessief sinds schooltijd, zelfs toen ze trouwde met Sunil (Sunny Deol) gaf hij het niet op.
Darr was een van de grootse hits uit 1993 en de tweede film waarin Shah Rukh Khan een schurkenrol vertolkt. 

## Rolverdeling
| Acteur         | Personage             |
| -------------- | --------------------- |
| Shah Rukh Khan | Rahul Mehra           |
| Sunny Deol     | Sunil Malhotra        |
| Juhi Chawla    | Kiran Awasthi         |
| Anupam Kher    | Vijay Awasthi         |
| Tanvi Azmi     | Poonam Awasthi        |
| Dalip Tahil    | Avinash Mehra         |
| Annu Kapoor    | Vikram 'Vicky' Oberoi |
| Vikas Anand    | Dr. Ajay Gupta        |